# Qonaqkənd
Qonaqkənd (ryska: Конагкенд) är en ort i Azerbajdzjan.   Den ligger i distriktet Quba Rayonu, i den nordöstra delen av landet, 130 km nordväst om huvudstaden Baku. Qonaqkənd ligger 1 076 meter över havet och antalet invånare är 1 668.
Terrängen runt Qonaqkənd är kuperad åt sydost, men åt nordväst är den bergig. Qonaqkənd ligger nere i en dal. Närmaste större samhälle är Rustov, 19,8 km norr om Qonaqkənd. 